# 1924 en Alberta
Chronologie de l'Alberta
- 1920
- 1921
- 1922
- 1923
- 1924
- 1925
- 1926
- 1927
- 1928

Cette page concerne des événements qui se sont produits durant l'année 1924 dans la province canadienne de l'Alberta.

## Politique
- Premier ministre : Herbert Greenfield des United Farmers
- Chef de l'Opposition :
- Lieutenant-gouverneur : Robert George Brett
- Législature :

## Naissances
- 17 juillet : Garde Gardom, né à Banff et mort le 18 juin 2013 à Vancouver[1], juriste et homme politique canadien. Il est lieutenant-gouverneur de la province de Colombie-Britannique entre 1995 et 2001.
- 11 août : Robert Roderick Meyers dit Bob (né  à Edmonton - mort le 22 mars 2014[2]), joueur canadien de hockey sur glace qui évoluait en position de défenseur. Il participe aux Jeux olympiques d'hiver de 1952 et devient champion olympique avec le Canada[3]. Il dispute deux rencontres au cours du tournoi et inscrit autant de buts[4].